# مس كليو
مس كليو (بالإنجليزية: Miss Cleo)‏ هي نفسية وممثلة أمريكية، ولدت في 12 أغسطس 1962 في لوس أنجلوس في الولايات المتحدة، وتوفيت في 26 يوليو 2016 في مقاطعة بالم بيتش في الولايات المتحدة بسبب سرطان القولون.

## وصلات خارجية
- مس كليو على موقع IMDb (الإنجليزية)
- مس كليو على موقع إن إن دي بي (الإنجليزية)